# Тадеуш Стриєнський

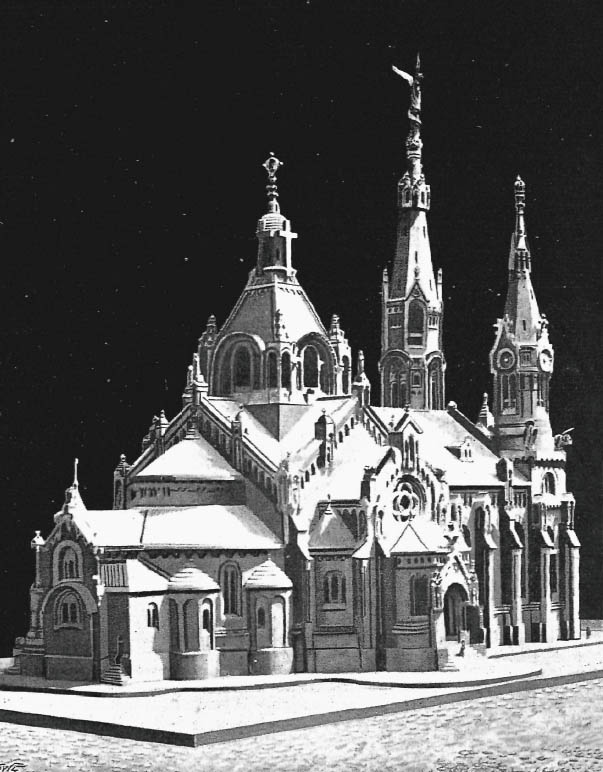
Макет до конкурсного проєкту костелу Єлизавети у Львові. 1903 р. Співавтор Франциск Мончинський

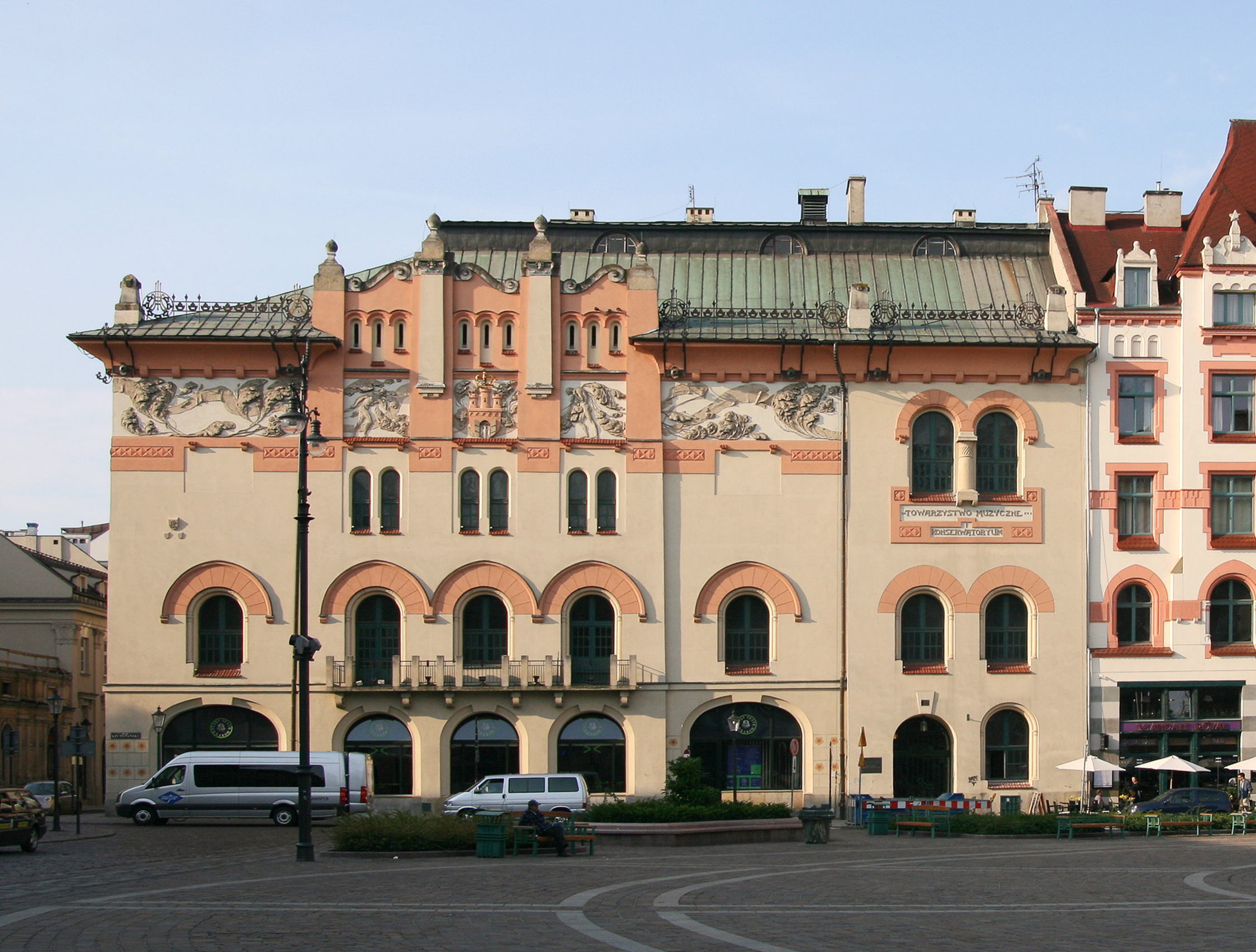
Старий театр у Кракові, перебудований у 1904—1906 роках. Співавтор Франциск Мончинський

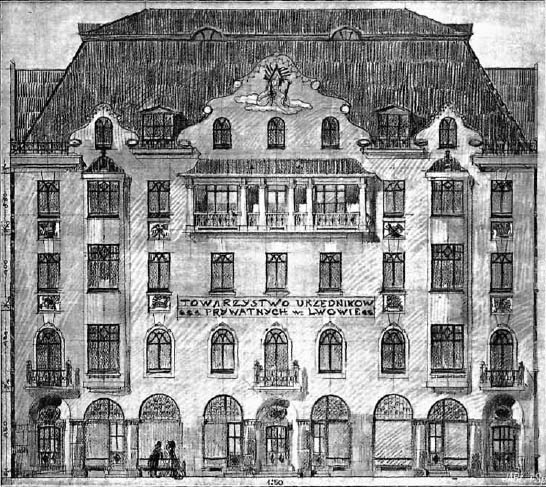
Конкурсний проект «Краківського» готелю у Львові, 1911 рік. Співавтор Франциск Мончинський

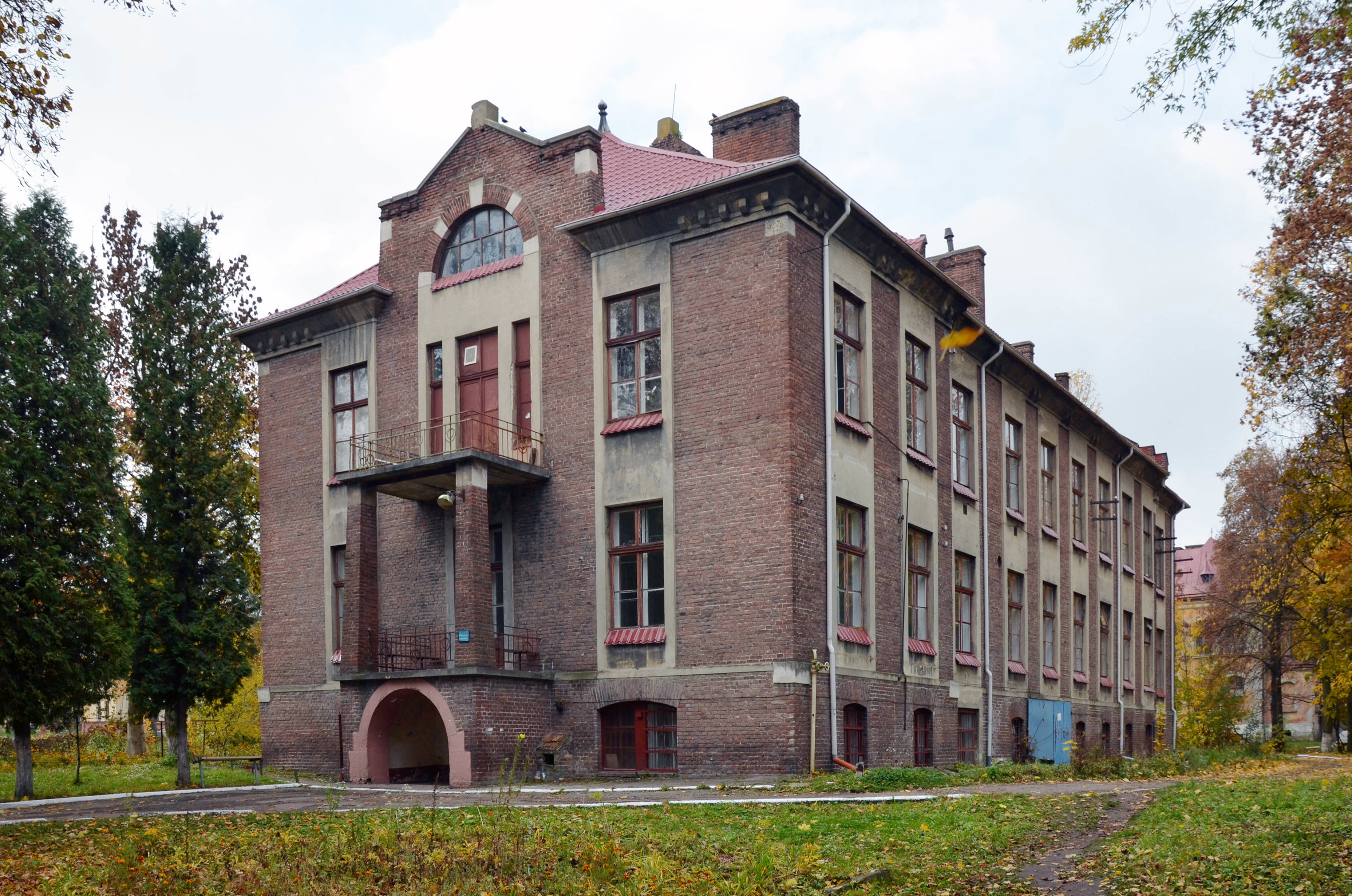
Колишній гуртожиток Вищої рільничої школи в Дублянах

Тадеуш Стриєнський (пол. Tadeusz Stryjeński, 29 липня 1849, Каруж — 3 травня 1943, Краків) — польський архітектор, підприємець.

## Біографія
Тадеуш Стриєнський був одним із шести дітей у сім'ї інженера Олександра Стриєнського, учасника повстання 1831 року, який проживав на еміграції в Женеві. Мати — Пауліна де Лесток (Paulina de Lestocq), громадянка Швейцарії. Закінчив польську школу в Батіньйолі. У 1868—1872 роках навчався на відділі архітектури політехніки Цюриха, 1873 року — у Відні. Працював на державній службі в Лімі (Перу), певний час перебував у Пешті. У 1877—1878 роках навчався в École des Beaux-Arts у Парижі. Від 1878 року жив і працював у Кракові. Заснував будівельну фірму. Першим спільником був архітектор Томаш Прилінський. Спільно виконали перебудову дому страхового товариства «Флоріанка», збудували поруч прибутковий будинок. Стриєнський був ймовірно автором фасадів. У наступні роки спільниками у підприємстві Стриєнського по черзі були Владислав Рауш, Алекси Ковальський, Юзеф Покутинський, Владислав Екельський, Франциск Мончинський. Останній пропрацював у спілці найдовше. У проєктах Стриєнський виступав переважно як автор планів. Підприємство реалізовувало також проєкти інших архітекторів. Це зокрема новий будинок пошти та хірургічна клініка у Кракові, заклад психічно хворих у Кобежині, військові об'єкти. Спільно з братами Мураниі володів паровою столярною майстернею. Пізніше усунув братів від справи. Підприємство збанкрутувало. Певний час був також власником фабрики азбествої плитки. Заснував у Крешовицях ще одну — з виробництва фарби. Певний час був співвласником фірми, що займалась видобутком нафти. Усі перелічені підприємства збанкрутували. Придбав друкарню Фішера у Кракові.
Після Першої світової війни був одним з організаторів Товариства приятелів Франції. Відзначений хрестом Ордена Почесного легіону. Заснував нове будівельне підприємство, спільниками у якому були Франциск Мончинський, К. Керн, будівничий доктор Тауб. Спілка збудувала Польський базар у Кракові за проєктами Мончинського.
Стриєнський у 1892—1897 роках належав до Політехнічного товариства у Львові. Був членом Спілки архітекторів Краківського воєводства. Член Краківського технічного товариства. На початку грудня 1908 року від імені товариства брав участь у Першому з'їзді делегатів польських архітектурних кіл у Кракові. Там був обраний до тимчасового складу Сталої делегації польських архітекторів.
Від 1892 року був одним організаторів Галицької крайової виставки у Львові. Входив до статутної виставкової комісії. Входив до журі конкурсів проєктів будинку Товариства приятелів красних мистецтв у Кракові (1898), вівтаря для костелу в Закопаному (1902), польської вілли для виставки в Римі (1910), фасадів Національного музею на Вавелі (1912), будівлі Ощадної каси в Сяноку (1912), двору родини Влодків у Неговичі (1913). Працював при організації архітектурної виставки 1912 року у Кракові. Входив до її виконавчого комітету. На підготовчому етапі 1911 року виїздив із Єжи Вархаловським до Варшави, де з метою промоції 27 жовтня прочитав доповідь на тему майбутньої виставки на засіданні варшавського Товариства техніків. Було створено варшавський комітет виставки.
Належав до редакційних комітетів часописів «Architektura», «Rzeczy Piękne», «Architektura i Budownictwo». Автор статей на тему житлового будівництва, реставрації пам'яток та історії архітектури Польщі. 
1926 року відзначений Кавалерським хрестом Ордену Відродження Польщі. Почесний доктор Львівської політехніки (1939). Помер 3 травня 1943 у Кракові. Син Тадеуша Стриєнського, Кароль — також архітектор.

## Роботи
- Будинок Товариства взаємного кредитування «Флоріанка» на вулиці Баштовій, 6-8 у Кракові. Збудований 1879 року у стилі неоренесансу. Співавтор Томаш Прилінський. Пізніше розбудований Прилінським.[17]
- Притулок для хлопців фундації князя Александра Любомирського, вулиця Раковицька, 27 (1880-ті співавтор Владислав Екельський). Збудований за конкурсним проєктом.
- Керівництво реставрацією Мар'яцького костелу у Кракові. Обстеження внутрішнього оздоблення презбітерія провів у грудні 1888 року. Обраний керівником робіт, майже відразу розпочав роботи з очистки презбітерія від барокових оздоб. При цьому відкрито велику кількість автентичних елементів кам'яної різьби. Для відновлювальних робіт Стриєнський запросив скульпторів Адама Трембецького та Владислава Хросьнікевича. Кількість робітників у певний момент сягала 44 чоловік. Згодом виконано нову поліхромію проєкту Яна Матейка. Над реалізацією працювали до 28 ремісників та живописців, під керівництвом Антонія Туха, Томаша Лісевича, Юзефа Домагальського, а згодом також Юзефа Мегоффера та Станіслава Виспянського. Роботи у презбітерії завершено в березні 1890 року. У травні того ж року розпочато реставрацію нав, яка в основному була завершена до кінця року. До 1891 виконувались розписи та монтаж вітражів. Протягом цього періоду Стриєнський неодноразово виступав фінансовим поручителем у позичках, які був змушений брати комітет реставрації. Роботи оцінюються як загалом позитивні. Суперечливі оцінки в подальшому отримала реставрація склепінь презбітерія.[18]
- Реставрація вавельської катедри (1889—1891).
- Проєкт реставрації костелу в Підгайцях. Виготовлений наприкінці 1892 року. Наступного року реалізований тернопільським будівничим Юзефом Пйонтковським. Було доповнено псевдомашикулями вежу, змінено конструкцію даху вежі. Перебудовано дах над навами, доповнено люкарнами. Проєкт перебудови даху каплиці не реалізовано.[19]
- Реставрація костелу Святого Хреста у Кракові (1896, спільно із Зигмунтом Генделем).[20]
- Повітова ощадна каса на вулиці Піарській, 1 у Кракові (1896).[21]
- Повітова рада в Ряшеві. Будівництвом керував Казимир Голубович.[22]
- Перебудова одноповерхової резиденції маєтку Толлочків у Вердомичах. Стосувалась переважно інтер'єрів. 1905 рік. Поширеною є хибна версія про авторство Стриєнського у місцевій каплиці-усипальниці Толлочків.[23]
- Перебудова Старого театру у Кракові (1904—1906, співавтор Франциск Мончинський).
- Добудова гуртожитку Вищої рільничої школи в Дублянах, проведена у 1896 році. Також двоповерховий сецесійний «хімічний корпус», збудований 1906 року. Пізніше перепланований для потреб медичного закладу.[24]
- Перебудова сходової клітки Технічно-промислового музею у Кракові (1908, співавтор Юзеф Чайковський).
- Вілла на вулиці Коновальця, 90 у Львові (1908).[25]
- Дім Генрика Махера у місті Ясло. Зведений на головній вулиці, що веде до вокзалу. Двоповерховий, у вигляді окремої вілли, стилістично відноситься до необароко з елементами французького різновиду сецесії.[26]
- Дім на вулиці Липневого маніфесту, 14 (співавтор Владислав Екельський).
- Магазини на краківській Виставці архітектури та інтер'єрів у садовому оточенні 1912 року.[27]
- Проєкт регуляції Кракова (генерального плану). Здобув перше місце на конкурсі 1910 року. Співавтори Владислав Екельський, Юзеф Чайковський, Казімеж Вичинський і Людвік Войтичко.[28] У проєкті задумано кілька віллових дільниць, великих міських площ, замість великої кількості малих — тогочасної європейської тенденції. Кілька великих ділянок із зеленими насадженнями. Передбачено добре сполучення з вокзалом. Проєкт отримав велику кількість відгуків у пресі. Переважно позитивних. Серед критичних були зауваження щодо коштовності, щодо малої ширини зеленої смуги на місці колишніх колій, планування бічних вулиць у дільницях Чарна Вєсь і Вєсь Народова, забудови віллами узбережжя Вісли на Дембніках, необідності знесення низки будинків (не було відповідного законодавства для примусового їх викупу магістратом). На думку членів редакції часопису «Architekt» більшість критичних відгуків була неслушна. Надмірна вартість деяких рішень на їхню думку не повинна була стати на перешкоді реалізації проєкту. Особливістю ситуації було однак і те, більшість авторів проєкту були одночасно членами редакції часопису.[29]
- Новий 4-поверховий будинок Технічно-промислового музею на вулиці Смоленськ, 9 у Кракові. Збудований у 1908—1914 роках. Автор фасаду від вулиці Смоленськ — Юзеф Чайковський.[30]
- Перебудова Польського базару у Кракові (1921).
- Комплекс споруд монастиря кармеліток босих на вулиці Лобзовській, 40 у Кракові (співавтор Франциск Мончинський).
- Проєкт палацу в місті Казімежа-Велька[31]

## Нереалізовані проєкти
- Два конкурсні проєкти Ощадної каси у Львові. 1888 рік, співавтор Владислав Екельський. Один з них здобув першу премію.[32].
- Проект реставрації замкової вежі в Ойцуві (січень 1893).[33]
- Перше місце на конкурсі проєктів дому Товариства працівників торгівлі віровизнання мойсеєвого у Варшаві. Будинок заплановано на ділянці між вулицями Зєльною, 25 та Вєлькою, 56. На першому поверсі мали розміщуватись магазини зі складами, а на решті поверхів — зала для засідань, офісні та житлові приміщення. Співавтор Франциск Мончинський.[34]
- Конкурсний проєкт санаторію для грязелікування у Криниці-Здруй. 1906 рік. III місце. Співавтор Франциск Мончинський.[35]
- Конкурсний проєкт будинку Торгово-промислової палати на вул. Академічній, 17 у Львові (нині Проспект Шевченка) (1907, співавтор Франциск Мончинський). Не відзначений нагородами, однак усе ж придбаний організаторами. У критичній статті у краківському часописі «Architekt» відзначено добре влаштований план будинку.[36]
- Проєкт костелу у стилі «свойському» для села Орлув-Муровани Люблінського воєводства. Призначений для конкурсу 1910 року. Призових місць не здобув. Співавтор Юзеф Чайковський.[37]
- Проєкт дому з дешевими квартирами на 8 родин. Також будинки на 4 родини для робітничої колонії. Розроблені у співавторстві з Каролем Стриєнським для краківської Виставки архітектури та інтер'єрів у садовому оточенні, призначеної на 1912 рік. Обидва проєкти здобули перші місця у відповідних номінаціях на конкурсі 1911 року, організованому комітетом виставки і Делегацією архітекторів польських.[38] На виставці експонувався макет 8-квартирного будинку.[39]
- Конкурсний проєкт готелю «Краківського» у Львові зі спорудами Товариства взаємного страхування державних службовців на розі нинішньої площі Соборної і вулиці Пекарської (1911, співавтор Франциск Мончинський)[40].
- Проєкт будинку Ремісницької палати у Львові. Розроблений 1912 року для конкурсу, на якому здобув 2 місце. Співавтор Франциск Мончинський. Разом з роботами інших учасників проєкт експонувався того ж року у приміщенні Технологічного інституту на вулиці Нижанківського, 5.[41]
- Третя нагорода на конкурсі проєктів Купецької палати у Кракові (1913, співавтор Франциск Мончинський)[42].
- Одна з двох третіх нагород на конкурсі проєктів ратуші в Дрогобичі (1913, співавтор Франциск Мончинський).[43] Того ж року робота експонувалась у залі засідань Львівської політехніки.[44]
- Проєкт нового будинку Львівського університету на нинішній вулиці Грушевського. Виконаний спільно з Каролем Стриєнським для конкурсу 1913 року. Опублікований у збірці, присвяченій конкурсу.[45]
- Конкурсні проєкти двох будівель — Окружної дирекції пошти і телеграфу, а також Поштової ощадної каси у Кракові. На конкурсі 1922 року проєкт дирекції здобув друге місце. Співавтори Франциск Мончинський і архітектор Керн.[46]
- Проєкт реставрації та адаптації шпитальних будинків на Вавелі для потреб Національного музею. Розроблений 1926 року. Через критику самого задуму на засіданнях Краківського технічного товариства, проєкт не було реалізовано.[47]

## Друковані праці
- Instytut sztuk i rzemiosł w Krakowie. — Kraków : [nakł. aut.], 1906.
- Z powodu konkursu na ratusz w Drohobyczu // Architekt. — 1913. — № 11.
- Création d'un Foyer franco-polonais à Cracovie. — [ca 1922].
- Kooperatywa mieszkaniowa // Architekt. — 1922. — № 5.
- O pałacach wiejskich i dworach z epoki po Stanisławie Auguście i budowniczym królewskim Jakóbie Kubickim. — 1925 (у співавторстві з Тадеушем Шидловським).
- Muzeum Narodowe i lapidarjum na wzgórzu wawelskim w przeistoczonym gmachu poszpitalnym. — 1926
- Pałace wiejskie i dwory z czasów saskich, Stanisława Augusta i Księstwa Warszawskiego w wojewodztwie poznańskiem : na podstawie podróży odbytej w lipcu 1926 roku. — Wyd. Gebethner i Wolff, 1929. — 81 s.
- Problem mieszkaniowy w Polsce. — Kraków : [s.n.], 1929.
- Fribourg et la Pologne. — 1930.
- O wnętrza Wawelu: z powodu restauracji wnętrza wschodniego skrzydła Zamku Królewskiego na Wawelu. — 1930
- O ondnowieniu zamku w Baranowie. — Kraków : 1931.
- Budowa Muzeum Narodowego i możliwość jej realizacji w dzisiejszej dobie : odczyt wygłoszony w Towarzystwie Technicznem dn. 18-go grudnia 1931 r. — Kraków. — Kraków : [s.n.], 1932.